# Marc François Alby
Pour les articles homonymes, voir Alby.
 (mai 2025).
Marc François Alby, né le 9 octobre 1778 à Castres (Tarn) et mort le 12 avril 1853 à Castres, est un homme politique français.

## Biographie
Marc François Alby est le fils de François Alby, maître teinturier, négociant et banquier, conseiller municipal de Castres, et de Marie Hugonin de Labarthe. Il épouse Sophie Elisabeth Bruguière.
Négociant à Marseille, il amasse une fortune considérable. Il gère ensuite la recette générale du Gard. Protestant, il quitte Nîmes en 1815, au moment de la terreur blanche, et s'installe à Paris comme agent de change de 1820 à 1823. Revenu à Castres, il devient président du tribunal de commerce. Maire de Castres en 1830, il est député du Tarn de 1831 à 1834, siégeant au centre gauche.

## Sources
- « Marc François Alby », dans Adolphe Robert et Gaston Cougny, Dictionnaire des parlementaires français, Edgar Bourloton, 1889-1891 [détail de l’édition]